# Scrisoarea furată
„Scrisoarea furată” (în engleză The Purloined Letter) este o povestire a scriitorului american Edgar Allan Poe. Ea este ultima dintre cele trei povestiri polițiste cu detectivul ficțional C. Auguste Dupin, celelalte două fiind „Crimele din Rue Morgue” și „Misterul lui Marie Rogêt”. Aceste povestiri sunt considerate a fi importantele predecesoare timpurii ale literaturii detectivistice moderne. Ea a fost publicată pentru prima dată în almanahul literar The Gift for 1845 (1844) și a fost în curând retipărită în numeroase reviste și ziare.
În această povestire, C. Auguste Dupin ajută la recuperarea unei scrisori de o foarte mare importanță pentru familia regală din Franța.

## Rezumat
Acțiunea se petrece într-o seară furtunoasă de toamnă din anul 18..., la etajul trei al imobilului de la numărul 33 din Strada Dunôt, cartierul St. Germain, Paris. În timp ce Auguste Dupin și naratorul fumau și meditau la cele petrecute anterior, în încăpere intră domnul G., prefectul poliției pariziene.
Motivul unei vizite atât de târzii era faptul că un ministru, D., furase din budoarul unei femei nenumite o scrisoare ce aparținea unei membre a familiei regale, pe care intenționa să o șantajeze. Acea scrisoare ce conținea informații compromițătoare putea fi recuperată doar în secret deoarece persoana păgubită nu dorea să fie făcută publică acea veste din motive personale. După ce, timp de mai multe nopți, casa ministrului fusese cercetată foarte atent, poliția s-a declarat învinsă, însă nu întru totul. Deoarece se oferea o recompensă substanțială, prefectul poliției a recurs la ultima soluție: consultarea lui C. Auguste Dupin.

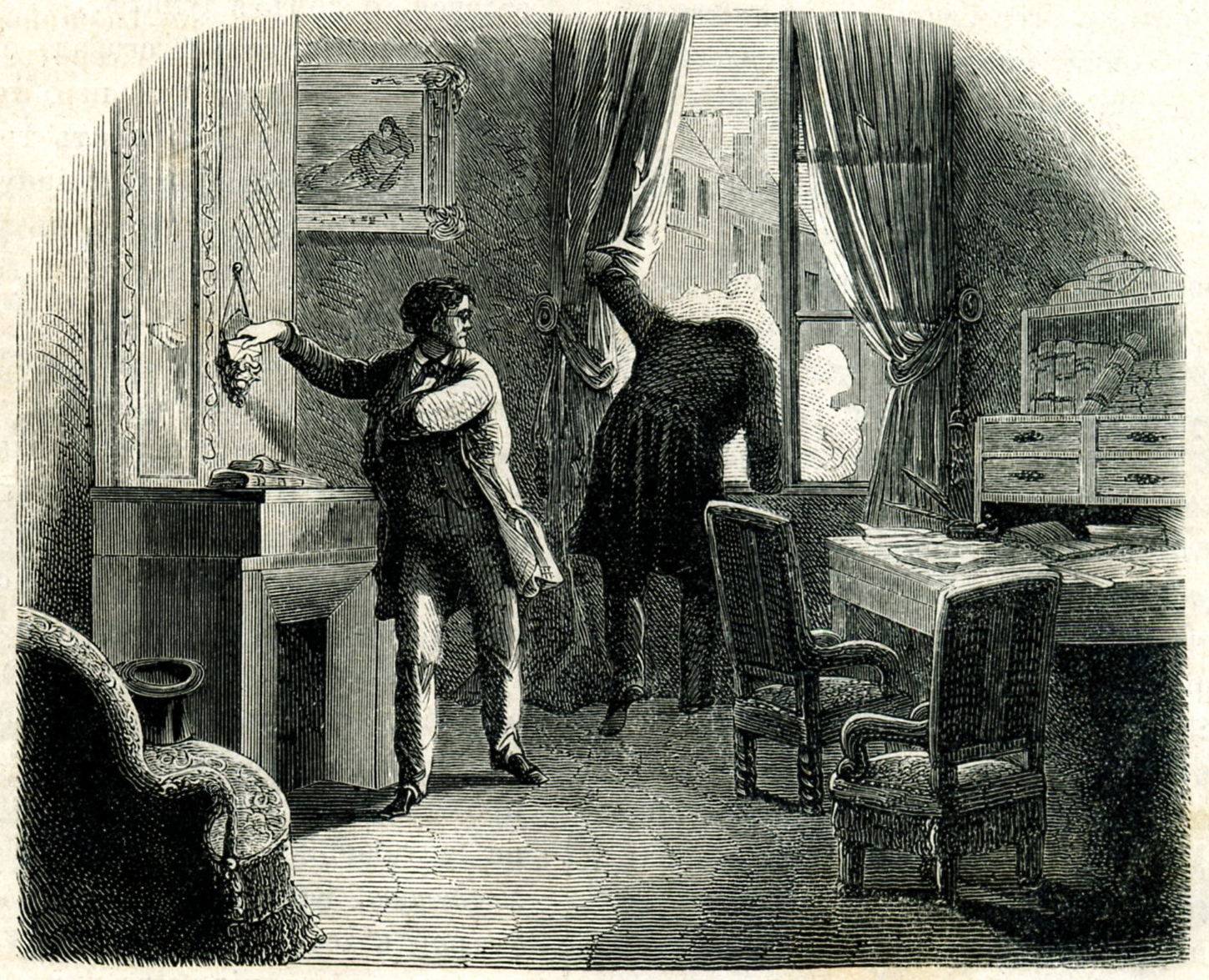
Furtul scrisorii de către Dupin

Prefectul face două deducții cu care Dupin este de acord:
- 1. Conținutul scrisorii nu a fost dezvăluit, deoarece aceasta ar fi condus la apariția unor anumite circumstanțe. Prin urmare, ministrul D. are scrisoarea încă în posesia sa.
- 2. Capacitatea de a arăta scrisoarea la momentul potrivit este aproape la fel de importantă ca și posesia reală a scrisorii. Prin urmare, el trebuie să aibă scrisoarea la îndemână.

O lună mai târziu, prefectul îi face o nouă vizită lui Dupin, primind scrisoarea în schimbul recompensei de 50.000 de franci. A luat-o și, fără să mai spună ceva, a plecat să o dea proprietarului. Fiind nedumerit, naratorului i-a fost explicat modul în care Dupin intrase în posesia scrisorii. El afirmă că poliția din Paris este competentă în anumite limite și a subestimat cu cine avea de-a face. Polițiștii nu descoperiseră scrisoarea deoarece aceasta nu fusese ascunsă: era atât de evidentă încât scăpase vigilenței lor.
Dupin a mers la ministru acasă și, în timp ce vorbea cu acesta, a căutat scrisoarea. El a găsit-o într-o mapă ieftină agățată deasupra șemineului. Purtând o conversație pe un subiect care-l interesa pe ministru, Dupin a examinat scrisoarea mai îndeaproape și a concluzionat că D. scrisese o nouă adresă pe spatele celei furate, a pliat-o invers și a pecetluit-o cu propriul său sigiliu.
A doua zi, pe motiv că și-a uitat tabachera, s-a întors la locuința ministrului și, profitând de tragerea unui foc de armă în stradă, a înlocuit scrisoarea cu un duplicat pentru a putea părăsi clădirea fără a fi suspectat. El a copiat în mijlocul paginii albe următoarele versuri care să-i arate ministrului cine l-a păcălit: „Un dessein si funeste, S'il n'est digne d'Atrée, est digne de Thyeste” (Dacă aceste planuri funeste / Sunt nevrednice de Atreu, / atunci-s vrednice de Tieste). Ca un susținător politic al Reginei și un dușman vechi al ministrului, Dupin speră că D. va avea parte de o cădere politică.

## Personaje
- Naratorul
- C. Auguste Dupin
- Prefectul de poliție G.
- Ministrul D.

## Istoricul publicării

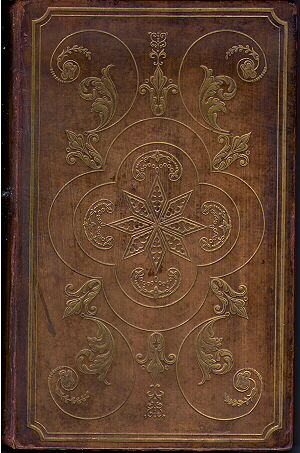
Coperta almanahului literar The Gift, Carey and Hart, Philadelphia, 1845

Această povestire a fost publicată pentru prima oară în almanahul literar The Gift: A Christmas and New Year's Present for 1845, publicat în decembrie 1844 la Philadelphia. Poe a obținut 12 dolari pentru această primă publicare a povestirii. Ea a fost inclusă ulterior în volumul Tales By Edgar A. Poe (1845).
Prima traducere în limba română a fost realizată de Byr și publicată sub titlul „Epistola furată” în ziarul Dreptatea din Timișoara, anul II (1895), nr. 110-112. Povestirea a fost tradusă apoi de către „Șt. P.” (cel mai probabil Ștefan Petică) sub titlul „Scrisoarea furată” și inclusă în volumul Scrisoarea furată, Ruina casei Usher, Pisica neagră, Portretul oval și alte povestiri extraordinare, editat de Institutul de Editură Ralian și Ignat Samitca, Craiova, 1897, pp. 106-109. A urmat o traducere publicată în ziarul Țara, anul II (1904), nr. 349, p. 2. Povestirea a fost tradusă apoi de Barbu Constantinescu și inclusă în volumul Nuvele extraordinare, editat în 1910 de Edit. Librăriei Socec & Co. din București, în Biblioteca Populară Socec, nr. 101-103.
O nouă traducere a fost realizată de Ion Vinea și publicată sub titlul „Scrisoarea furată” în vol. Scrieri alese (vol. II), editat în 1963 de Editura pentru Literatură Universală din București, fiind reeditată și de alte edituri. Povestirea a fost tradusă apoi de Ioana Ionașek (publicată în volumul Masca Morții Roșii și alte povestiri, editat în 2008 de Editura Tritonic din București), de Liviu Cotrău (publicată în volumul Misterul lui Marie Rogêt și alte povestiri, editat în 2005 de Editura Polirom din Iași și reeditat de mai multe ori) și de Gabriel Mălăescu (publicată sub titlul „Scrisoarea furată” în volumul Prăbușirea casei Usher, editat în 2013 de Editura MondoRo din București).

## Analiză
Epigraful latinesc „Nihil sapientiae odiosius acumine nimio” (Nimic mai nesuferit înțelepciunii decât despicarea firului în patru) atribuit de Poe lui Seneca nu a fost găsit în lucrarea cunoscută a lui Seneca. El provine din tratatul „De Remediis utriusque Fortunae” al lui Petrarca. Poe a preluat probabil această referință din romanul Ten Thousand A-Year al lui Samuel Warren.
Dupin nu este de fapt un detectiv profesionist și motivațiile lui se schimbă în cursul celor trei povestiri. În „Crimele din Rue Morgue”, el investighează crimele pentru amuzamentul personal și pentru a dovedi nevinovăția unui om acuzat pe nedrept. El refuză o recompensă financiară. Cu toate acestea, în „Scrisoarea furată”, Dupin urmărește intenționat o recompensă financiară. El nu este motivat de urmărirea adevărului din cauza lipsei de informații cu privire la conținutul scrisorii furate. Metoda inovatoare a lui Dupin pentru a rezolva misterul este încercarea de a se identifica cu infractorul. Ministrul și Dupin au mințile la fel de dezvoltate, combinând aptitudini de matematician și poet, iar lupta între inteligențele lor pare să se încheie nedecis. Dupin câștigă datorită tăriei sale morale: ministrul este „neprincipial”, un șantajist care obține putere prin exploatarea slăbiciunilor altora.
„Scrisoarea furată” completează turul lui Dupin prin trei locuri diferite. În „Crimele din Rue Morgue”, el călătorește pe străzile orașului; în „Misterul lui Marie Rogêt”, el este în aer liber; în „Scrisoarea furată”, el este într-un spațiu privat închis. În Détections fictives, Le Seuil, collection « Fictions & Cie » (1985), lingvistul francez Jean-Claude Milner a lansat teoria că Dupin și ministrul D— sunt frați, bazată pe trimiterea finală la Atreus și la fratele său geamăn,Thyestes.

## Semnificație literară și răspuns critic
În mai 1844, chiar înainte de prima sa publicare, Poe i-a scris lui James Russell Lowell că el considera „Scrisoarea furată” „probabil, cea mai bună dintre povestirile mele de raționament”. Când a fost republicată în The Gift din 1845, editorul a numit-o „una dintre cele mai potrivite explicații care ar fi putut fi concepute din acel curios joc al două minți într-o singură persoană”.
Povestirea lui Poe provocat o dezbatere în rândul teoreticienilor literari din anii '60 și '70. Jacques Lacan a argumentat în Ecrits că conținutul scrisorii reginei este irelevant pentru povestire și că spațiul potrivit al obiectului (scrisoarea însăși) este determinat de structura simbolică în care există și este deplasat, mai întâi de ministru și apoi de Dupin. Jacques Derrida a răspuns studiului lui Lacan în „Le Facteur de la vérité” („Furnizorul Adevărului”), subliniind ceea ce „îi scapă” lui Lacan și sugerând nu faptul că scrisoarea nu are sens, așa cum susținea Lacan, ci că Lacan face să-i lipsească sensul. Adevărul, pentru Derrida, este că scrisoarea reprezintă o castrare a Regelui de către Regină, ceea ce Lacan nu poate vedea sau înțelege. Lectura structuralistă a lui Lacan și lectura deconstructivă a lui Derrida a provocat un răspuns de la Barbara Johnson, care a mediat dezbaterea sugerând că scrisoarea aparține tuturor celor din jurul Reginei, fiind un substitut pentru un falus.
Donald E. Pease sugerează că Lacan „echivalează posesia unei scrisori - definită ca o „lipsă” de conținut - cu castrarea „literală”, spre deosebire de castrarea „simbolică”, de aici mirosul femininului. Cu alte cuvinte, „posesia” lipsei înlocuită altfel prin limbaj identifică posesorul cu lipsa pe care „ea” crede că o are. Deci există feminitate ca un „efect” al iluziei posesiei unei lipse deplasate (ca efect masculin?) de sustragerea nesfârșită a scrisorii.”
Dezbaterea de până la mijlocul anilor '80 este colectată într-un volum incomplet intitulat The Purloined Poe. Volumul nu include, de exemplu, studiul lui Richard Hull bazat pe cercetările lui Michel Foucault, în care el susține că „Scrisoarea furată” este un text bun pentru a pune la îndoială afirmația metalingvistică că artiștii nu pot evita să nu realizeze observații, deoarece este un discurs despre superioritatea poeziei asupra observației.” Slavoj Žižek se întreabă: „Deci, de ce o scrisoare ajunge întotdeauna la destinație? De ce nu ar putea - uneori, cel puțin - să nu ajungă?”. Hollis Robbins îl critică pe Derrida pentru orbirea sa către patriotism, prefațându-i studiul său la „Scrisoarea furată” cu o lectură din „Hainele cele noi ale împăratului”: „În viziunea lui Derrida, atât povestea lui Poe, cât și cea a lui Andersen arată un rege a cărui bărbăție este în pericol, care este înconjurat de funcționari publici conduși de rutină și ineficienți și care este salvat de un individ care vede ceea ce este evident. ... Ambii salvează coroana de anumite probleme supărătoare. ... Nu se pune niciodată problema că un rege ar putea sau ar trebui să decadă din grație.”

## Adaptări
„Scrisoarea furată” a fost adaptată într-un episod al serialului de televiziune din anii '50 Suspense, dar întâmplările au fost interpretate într-un mod simplist.
Povestirea a fost adaptată în 1995 pentru un episod al programului de televiziune pentru copii Wishbone. Episodul a avut titlul „The Pawloined Paper”.